# Горький вкус (песня)
«Горький вкус» — песня российского певца Султана Лагучева, выпущенная 20 января 2021 года на лейбле Звук-М. Музыкальный видеоклип по итогам 2021 года признан самым просматриваемым на YouTube, собрав 125 миллионов просмотров.

## Музыка и текст
Созданием песни занимались музыкальные продюсеры Шамиль Кашешов и Карина Лахова. В песне музыкант раскрывает тему расставания с девушкой и личные переживания.

## Музыкальное видео
Музыкальный видеоклип на песню вышел одновременно с синглом 20 января 2021 года. Над клипом работал ставропольский клипмейкер Тимур Чехов. Авторами идеи для видео являются продюсер, линейный продюсер и оператор — Тимур Чехов. По итогам 2021 года музыкальный видеоклип занял первую строчку самых популярных видеоклипов в России.

## Рейтинги
| Год  | Издатель  | Рейтинг                   | Позиция | Прим. |
| ---- | --------- | ------------------------- | ------- | ----- |
| 2021 | YouTube   | Топ 10: Музыкальное видео | 1       | [ 7 ] |
| 2021 | ВКонтакте | Топ треков года           | 2       | [ 8 ] |

## Чарты
| Чарт (2020)               | Высшая позиция |
| ------------------------- | -------------- |
| Россия (Apple Music)      | 2              |
| Россия (Spotify)          | 3              |
| Россия (YouTube Music)    | 3              |
| Россия (Top YouTube Hits) | 2              |
| Мир (ВКонтакте)           | 1              |
| Мир (BOOM)                | 1              |
| Россия (Яндекс.Музыка)    | 4              |
| Россия (Муз-ТВ)           | 2              |
| Россия (Shazam)           | 1              |
| Мир (ОК Чарт)             | 2              |
| Россия (СберЗвук)         | 1              |